# Genista hassertiana
Genista hassertiana är en ärtväxtart som först beskrevs av Antonio Baldacci, och fick sitt nu gällande namn av Josef Buchegger. Genista hassertiana ingår i släktet ginster, och familjen ärtväxter. Inga underarter finns listade i Catalogue of Life.